# Park Hae-soo
Park Hae-soo (Suwon, 21 novembre 1981) è un attore sudcoreano, principalmente conosciuto per aver recitato nelle serie televisive Prison Playbook (2017-2018) , Squid Game (2021) e La casa di carta: Corea (2022).

## Biografia

### Carriera
Park ha fatto il suo debutto teatrale nel musical del 2007 Mister Lobby. È anche apparso sui palcoscenici di altri musical come Angel Called Desire e Annapurna.
Nel 2017 ha impressionato nel suo ruolo principale nella serie drama Prison Playbook, performance che gli ha garantito un riconoscimento come Best New Actor ai The Seoul Awards.
Nel 2021 Park ottiene il riconoscimento internazionale dopo essere apparso nella serie televisiva sudcoreana Squid Game, riuscendo a guadagnare oltre 800 000 seguaci su Instagram in un solo giorno. Nel dicembre 2021 viene confermato come uno dei protagonisti del remake coreano de La casa di carta, in produzione dal 2022.

## Vita privata
Il 14 gennaio 2019 Park ha sposato la sua fidanzata in una cerimonia tenutasi a Seul. Il 29 settembre 2021 l'agenzia di Park, BH Entertainment, ha annunciato la nascita del suo primogenito.

## Filmografia

### Cinema
- The Pirates, regia di Lee Seok-hoon (2014)
- Minority Opinion, regia di Kim Sung-je (2015)
- Master, regia di Cho Ui-seok (2016)
- By Quantum Physics: A Nightlife Venture, regia di Lee Seong-tae (2019)
- Time to Hunt, regia di Yoon Sung-hyun (2020)
- Yaksha, regia di Hyeon Na (2022)
- Phantom, regia di Lee Hae-young (2023)

### Televisione
- Musin – serie TV, 49 episodi (2012)
- Yungnyong-i nareusya – serie TV, 42 episodi (2015-2016)
- Pureun bada-ui jeonseol – serie TV,  13 episodi (2016-2017)
- Geunyeoneun geojinmar-eul neomu saranghae – serie TV (2017)
- Prison Playbook (Seulgiro-eun gamppangsaenghwal) – serie TV, 16 episodi (2017-2018)
- Memories of the Alhambra (Alhambra-ui gungjeon-ui chueok) – serie TV (2018)
- Persona – miniserie TV, puntata 1x02 (2019)
- Chuljang Siboya – miniserie TV, puntata 1x10 (2021)
- The Tonight Show – programma TV, puntata 9x19 (2021)
- Squid Game ( 오징어게임?, Ojing-eo ge-imLR) – serie TV, 9 episodi (2021)
- Kimaira – serie TV, 16 episodi (2021)
- La casa di carta: Corea (종이의 집: 공동경제구역?,  Jong-i-ui jip: Gongdonggyeongjegu-yeokLR) – serie TV (2022-in corso)
- Narcosantos – serie TV (2022)
- Karma (악연?, Ag-yeonLR) – serie TV (2025)

## Doppiatori italiani
Nelle versioni in italiano delle opere in cui ha recitato, Park Hae-soo è stato doppiato da:
- Andrea Moretti in Squid Game, Yaksha, La casa di carta: Corea, Narcosantos

## Riconoscimenti
- Premio Emmy
  - 2022 – Candidatura per il migliore attore non protagonista in una serie drammatica per Squid Game